# Фиано ди Авеллино
Фиано ди Авеллино (точнее Фьяно; итал. Fiano di Avellino) — итальянское сухое белое вино, производимое в провинции Авеллино, в регионе Кампания. Производится из одноимённого сорта винограда фьяно (не менее 85 %), разрешены к добавлению сорта кода ди вольпе, греко, треббьяно, в сумме — не более 15 %. Вино получило категорию DOC (Denominazione di Origine Controllata) в 1978 году, а в 2003 году — высшую категорию итальянских вин DOCG.
Зона Fiano di Avellino DOCG довольно обширна и включает в себя земли на склонах Везувия: 26 коммун провинции Авеллино общей площадью 434 гектара. Письменные упоминания о белом вине этой зоны содержатся в монастырской переписке XVI и XVII веков. В частности, в 1592 году сборщики налогов жаловались на виноделов городка Лапьо, отказывавшихся платить пошлину. Оценить масштабы их производства, по свидетельству авторов записки, было невозможно, так как вино продавалось слишком быстро. В книге «Сравнения города Авеллино» монах Беллабона (Scipione Bella Bona) указывал границы винодельческого региона, помещая его в треугольник между городками Монтефорте, Серпико и Лапьо.